# Francesco Bolzoni
Francesco Bolzoni (Lodi, Italia, 7 de mayo de 1989) es un exfutbolista italiano. Jugaba como centrocampista
Bolzoni ha jugado para las categorías inferiores de la selección de fútbol de Italia.

## Clubes
| Club                         | País   | Año       |
| ---------------------------- | ------ | --------- |
| Inter de Milán               | Italia | 2008-2009 |
| Genoa C. F. C.               | Italia | 2009-2010 |
| Frosinone (préstamo)         | Italia | 2009-2010 |
| A. C. Siena                  | Italia | 2010-2013 |
| U. S. Palermo                | Italia | 2013-2015 |
| Novara Calcio (préstamo)     | Italia | 2016      |
| Spezia                       | Italia | 2017-2018 |
| S.S.C. Bari                  | Italia | 2018-2022 |
| Imolese Calcio (préstamo)    | Italia | 2019-2020 |
| Calcio Lecco 1912 (préstamo) | Italia | 2020-2021 |
| Team Ticino                  | Suiza  | 2022      |
| FC Rapperswil-Jona           | Suiza  | 2022-2023 |